# Валарино-и-Гатторно, Томас
Томас Валарино-и-Гатторно (исп. Tomás Valarino y Gattorno; 7 марта 1801, Картахена — 7 марта 1877, там же) — испанский предприниматель и государственный деятель.

## Происхождение
Томас Валарино родился в семье Анхеля Валарино Мордеглии и Либрады Гатторно Бреганте, которые поселились в Картахене в конце XVIII века после бегства из родной Генуи по политическим причинам. По линии отца его предки были судовладельцами и купцами французского и итальянского происхождения, которые накопили значительный капитал как в результате своей торговой деятельности, так и в результате того, что они были поставщиками Картахенского арсенала и кредиторами Королевской сокровищницы.

## Биография
После смерти отца Валарино его вдова и сыновья Хуан и Томас основали компанию, которая 5 июня 1834 года запросили у губернатора Картахены лицензию на строительство «завода по производству стекла и белого стекла» на земле, которой они владели в Санта-Люсии. Лицензия была выдана через три дня, и Томас был немедленно назначен директором того, что впоследствии стало известно как «Стеклянная и стекольная фабрика Санта-Люсии», которая просуществовала до 1955 года.
Всего через год после получения разрешения на открытие своей фабрики в Картахене, он стал депутатом от провинции Мурсия, заменив на этом посту покойного Дамиана де ла Санта Диаса. С этого момента и до конца правления Изабеллы II в 1868 году Валарино вращался в кругу Умеренной партии и несколько раз переизбирался в Конгресс депутатов от Мурсии.
Во время эпидемии холеры , потрясшей Картахену в 1865 году, Томас Валарино занимался благотворительностью, направленной на уменьшение заболеваемости. В благодарность ратуша решила назвать его именем одну из городских площадей. За эти заслуги в 1871 году он был назначен сенатором от своей родной провинции, а 12 июля 1875 года король Альфонсо XII даровал ему титул графа Санта-Люсия. Два года спустя он умер, завещав управление своим бизнесом своему зятю Хоакину Тогорес-и-Фабрегесу.